# Каппадокийский язык
Каппадокийский язык — язык, о существовании которого в эпоху античности на территории Каппадокии (область Малой Азии) известно из античных источников.
Страбон и Василий Кесарийский утверждают, что каппадокийцы говорили на языке, который отличался от греческого и был непонятен для греков.
Тексты на каппадокийском языке отсутствуют.
В связи с отсутствием как текстов, так и каких-либо глосс родственные связи языка неясны. Высказывались версии, что он мог быть связан как с фригийским, так и с анатолийскими языками, широко распространёнными в Малой Азии в догреческий период. Вторая точка зрения более популярна, поскольку Каппадокия была территориально удалена от Фригии, однако совпадала с областью распространения последних известных памятников на хеттском языке.
В конце концов язык был вытеснен греческим койне, однако мог продолжать существовать примерно до VI в. н. э.